# Atherinella jiloaensis
Atherinella jiloaensis är en fiskart som först beskrevs av Bussing, 1979.  Atherinella jiloaensis ingår i släktet Atherinella och familjen Atherinopsidae. IUCN kategoriserar arten globalt som akut hotad. Inga underarter finns listade.